# Шляхтинецька сільська рада
Шляхтине́цька сільська́ ра́да — адміністративно-територіальна одиниця та орган місцевого самоврядування в Тернопільському районі Тернопільської області. Адміністративний центр — село Шляхтинці.
Згідно з рішенням Байковецької сільської ради №7 від 22 грудня 2015 року Шляхтинецька сільська рада припинила свої повноваження у зв’язку з входженням до Байковецької територіальної громади

## Населені пункти
Сільській раді підпорядковані населені пункти:
- с. Шляхтинці
- с. Гаї-Гречинські

## Населення
За переписом населення України 2001 року в сільській раді мешкало 847 осіб. 100 % населення вказало своєю рідною мовою українську мову.
Станом на 19 жовтня 2023 року у Шляхтинцях проживає 832 особи, а в Гаях-Гречинських - 792.

## Склад ради
Рада складалася з 16 депутатів та голови.
- Голова ради: Федорчук Дмитро Михайлович

### Керівний склад попередніх скликань
| Прізвище, ім'я, по батькові | Основні відомості                                                 | Дата обрання | Дата звільнення |
| --------------------------- | ----------------------------------------------------------------- | ------------ | --------------- |
| Федорчук Дмитро Михайлович  | Сільський голова, 1951 року народження, освіта вища, безпартійний | 26.03.2006   | 31.10.2010      |
| Федорчук Дмитро Михайлович  | Сільський голова, 1951 року народження, освіта вища, безпартійний | 31.10.2010   |                 |

Примітка: таблиця складена за даними сайту Верховної Ради України

### Депутати
За результатами місцевих виборів 2010 року депутатами ради стали:

#### За суб'єктами висування
| Суб'єкт висування | Кількість обраних депутатів | %   |
| ----------------- | --------------------------- | --- |
| Самовисування     | 16                          | 100 |

#### За округами
| № округу | Прізвище, ім'я, по батькові     | Дата визнання обраним | Освіта             | Партійна приналежність | Відомості про обраного депутата                                                |
| -------- | ------------------------------- | --------------------- | ------------------ | ---------------------- | ------------------------------------------------------------------------------ |
| 1        | Каліщук Дарія Володимирівна     | 31.10.2010            | середня спеціальна | позапартійна           | Шляхтинецька сільська рада, секретар                                           |
| 2        | Терещенко Микола Іванович       | 31.10.2010            | вища               | позапартійний          | тимчасово не працює                                                            |
| 3        | Крет Андрій Юліанович           | 31.10.2010            | вища               | позапартійний          | Служба УМВС України, заступничальника МВ УМВС                                  |
| 4        | Крет Наталія Мирославівна       | 31.10.2010            | середня спеціальна | позапартійна           | Шляхтинецька амбулаторія, акушер                                               |
| 5        | Даткун Ірина Степанівна         | 31.10.2010            | вища               | позапартійна           | Будинок культури, завідувач                                                    |
| 6        | Федорчук Леся Мирославівна      | 31.10.2010            | вища               | позапартійна           | Бібліотека, завідувач                                                          |
| 7        | Середюк Ярослав Володимирович   | 31.10.2010            | вища               | позапартійний          | Шляхтинецька загальноосвітня школа, оператор Котельні                          |
| 8        | Цесля Ярослав Михайлович        | 31.10.2010            | середня            | позапартійний          | пенсіонер                                                                      |
| 9        | Гуменна Любов Романівна         | 31.10.2010            | вища               | позапартійна           | Пенсійний фонд м. Тернопіль, заступник начальника                              |
| 10       | Журба Катерина Миколаївна       | 31.10.2010            | вища               | позапартійна           | ТОДКІ, державний інспектор                                                     |
| 11       | Одрохівський Василь Миколайович | 31.10.2010            | середня            | позапартійний          | Тернопіль-водоканал, черговий електромонтер                                    |
| 12       | Гоцко Михайло Андрійович        | 31.10.2010            | середня            | позапартійний          | тимчасово не працює                                                            |
| 13       | Лагіш Ігор Володимирович        | 31.10.2010            | середня            | позапартійний          | приватний підприємець                                                          |
| 14       | Іваніцька Ольга Володимирівна   | 31.10.2010            | середня            | позапартійна           | Стоматполіклініка м. Тернопіль, медсестра                                      |
| 15       | Борисяк Ігор Ількович           | 31.10.2010            | вища               | позапартійний          | Головне управління державного комзему, начальник державної земельної інспекції |
| 16       | Терновій Ігор Володимирович     | 31.10.2010            | вища               | позапартійний          | Райавтодор, начальник філії                                                    |